# جيري أشمور
جيري أشمور (بالإنجليزية: Gerry Ashmore)‏ مواليد 25 يوليو 1936 في ستافوردشاير، إنجلترا، المملكة المتحدة، هو سائق فورملا 1 بريطاني سابق كان قد بدأ مسيرته الاحترافية سنة 1961. كان أول سباق له هو جائزة بريطانيا الكبرى 1961.